# Cuautla (Morelos)
Cuautla egy város Mexikó Morelos államának középpontjáról kissé északkeletre, lakossága 2010-ben meghaladta a 154 000 főt.

## Földrajz

### Fekvése
A város Morelos állam középpontjától kissé északkeletre fekszik a tenger szintje felett körülbelül 1300 méterrel, a Vulkáni-kereszthegység hegyei között. Bár felszíne nem sík, területén nagy szintkülönbségek nincsenek. A község egyetlen állandó vízfolyása, a Cuautla, átfolyik a városon is.

### Éghajlat
A város éghajlata forró és nyáron–ősz elején csapadékos. Minden hónapban mértek már legalább 39 °C-os hőséget, a rekord elérte a 46 °C-ot is. Az átlagos hőmérsékletek a januári 19,6 és a májusi 25,9 fok között váltakoznak, fagy nem fordul elő. Az évi átlagosan 859 mm csapadék időbeli eloszlása nagyon egyenetlen: a júniustól szeptemberig tartó 4 hónapos időszak alatt hull az éves mennyiség több mint 80%-a.
| Hónap                                   | Jan. | Feb. | Már. | Ápr. | Máj. | Jún. | Júl. | Aug. | Szep. | Okt. | Nov. | Dec. | Év   |
| --------------------------------------- | ---- | ---- | ---- | ---- | ---- | ---- | ---- | ---- | ----- | ---- | ---- | ---- | ---- |
| Rekord max. hőmérséklet (°C)            | 39,0 | 44,0 | 44,0 | 46,0 | 44,0 | 46,0 | 44,0 | 44,0 | 44,0  | 44,0 | 41,0 | 39,0 | 46,0 |
| Átlagos max. hőmérséklet (°C)           | 28,1 | 30,0 | 32,5 | 34,1 | 33,8 | 30,8 | 29,4 | 29,6 | 28,9  | 29,1 | 28,7 | 27,7 | 30,2 |
| Átlaghőmérséklet (°C)                   | 19,6 | 21,2 | 23,5 | 25,3 | 25,9 | 24,5 | 23,2 | 23,3 | 22,9  | 22,5 | 21,1 | 19,7 | 22,7 |
| Átlagos min. hőmérséklet (°C)           | 11,1 | 12,4 | 14,4 | 16,5 | 18,0 | 18,1 | 17,0 | 17,0 | 16,8  | 15,8 | 13,6 | 11,6 | 15,2 |
| Rekord min. hőmérséklet (°C)            | 1,0  | 5,0  | 5,0  | 8,0  | 9,0  | 10,0 | 9,0  | 11,0 | 8,0   | 8,0  | 6,0  | 5,0  | 1,0  |
| Átl. csapadékmennyiség (mm)             | 9    | 3    | 5    | 12   | 50   | 193  | 176  | 155  | 174   | 63   | 18   | 4    | 859  |
| Forrás: Servicio Meteorológico Nacional |      |      |      |      |      |      |      |      |       |      |      |      |      |

## Népesség
A település népessége a közelmúltban folyamatosan növekedett:
| Év   | Lakosság |
| ---- | -------- |
| 1990 | 110 242  |
| 1995 | 128 781  |
| 2000 | 136 932  |
| 2005 | 145 482  |
| 2010 | 154 358  |

## Története
Neve a navatl nyelvből származik, és vagy azt jelenti, hogy „sasok társaságában/sasok helye”, vagy azt, hogy „fákban bővelkedő/erdős hely”.
Cuautlát és több környező falut az olmékok alapították meg. A Plan de Amilpas síkságán fekvő településekből, köztük Cuautlából álló vidék központja Huaxtepec volt, így amikor Moctezuma Ilhuicamina meghódította Huaxtepecet, vele együtt Cuautla is az övé lett. Ugyanez történt a spanyol hódítás idején: 1532. március 14-én Gonzalo de Sandovalnak is elég volt Huaxtepec leigázása ahhoz, hogy az egész terület a spanyolok birtokába kerüljön.
A 16. században Hernán Cortés meghonosította a cukornádtermesztést a környéken, ennek következtében pedig a cukornádtermesztéssel és -feldolgozással foglalkozó telepeseknek, konkvisztádoroknak és egyházi érdekeltségeknek egyre több földre volt szüksége. Földigényüket az őslakos indiánok birtokainak kisajátításával tudták kielégíteni, az indiánok tulajdonos helyett az haciendák szinte rabszolgaként dolgoztatott munkásaivá váltak. 1603-ban ráadásul Gaspar de Zúñiga Acevedo y Velasco alkirály rendelettel törvényesnek nyilvánította a földek kisajátítását, ezért folyamatossá váltak a tiltakozások, tüntetések. Más részről viszont a cukorgyártás hasznára is vált a településnek: Cuautla fejlődni kezdett, és hamarosan alcaldía mayor rangra emelkedett és függetlenné vált Oaxtepectől.

### Cuautla ostroma a függetlenségi háborúban

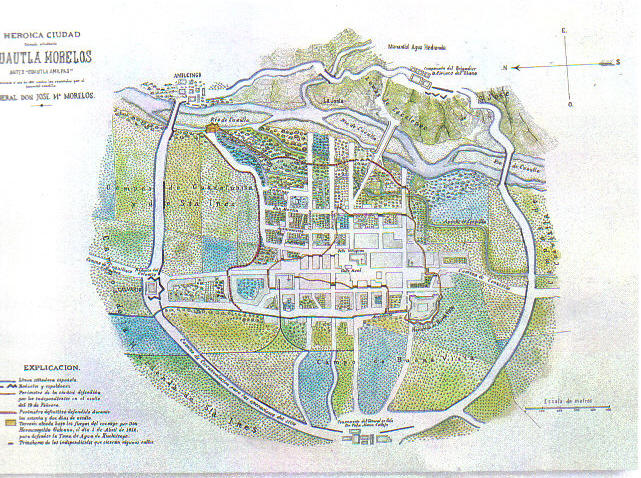
Cuautla 1812-es térképe

Az 1810-ben kitört mexikói függetlenségi háború egyik fontos eseménye volt az akkor Cuautla de Amilpasnak nevezett település ostroma. 1812 februárjában José María Morelos függetlenségi harcos és csapatai a városba vonultak, ahol Félix María Calleja alkirály spanyol erői február 19-én lerohanták őket. A védő seregek főként puskákkal és machetékkel rendelkeztek, valamint 16 ágyúval. Bár a spanyolok első rohama sikeres volt, a védők végül mégis felül tudtak kerekedni a helyzeten és visszaverték a támadókat, sőt Casa Rul és Juan Nepomuceno Oviedo ezredest meg is ölték. Ezért Calleja úgy döntött, az elsöprő támadás helyett inkább ostrom alá veszi a várost.
Az első támadás visszaveréséhez kapcsolódik Narciso Mendoza, egy 12 év körüli fiú legendája, akiről azt mesélték, hogy amikor társai megfutamodtak, ő egyedül a helyén maradt és egy hátrahagyott ágyúból lőtt az ellenségre. Bár Mendoza történetét többen is feldolgozták, nem mindegyik történész értett egyet létezésével, többen úgy vélték, az úgynevezett Niño Artillero, azaz Tüzérfiú a nép száján élő mesékben csak egy kitalált szereplő.
Morelos csapatai hónapokig állták az ostromot, de a több mint 70 napos harc során a bekerített városban először az élelem kezdett megfogyatkozni, majd Calleja emberei a vizet is elzárták a védők elől. A leghevesebb harcok ezután a víznyerőhelyek körül dúltak. Amikor már végleg elfogyott minden élelmiszer, Morelos úgy döntött, hogy a felajánlott amnesztia elfogadása nélkül kitörnek az ostromgyűrűből. Erre május 2-ára virradó éjjel került sor: bár sok felkelő elesett és a nagy nehezen összegyűjtött fegyverek egy része is odaveszett, végül a had legnagyobb része, köztük maga Morelos mégis sértetlenül megmenekült.

### A forradalomban

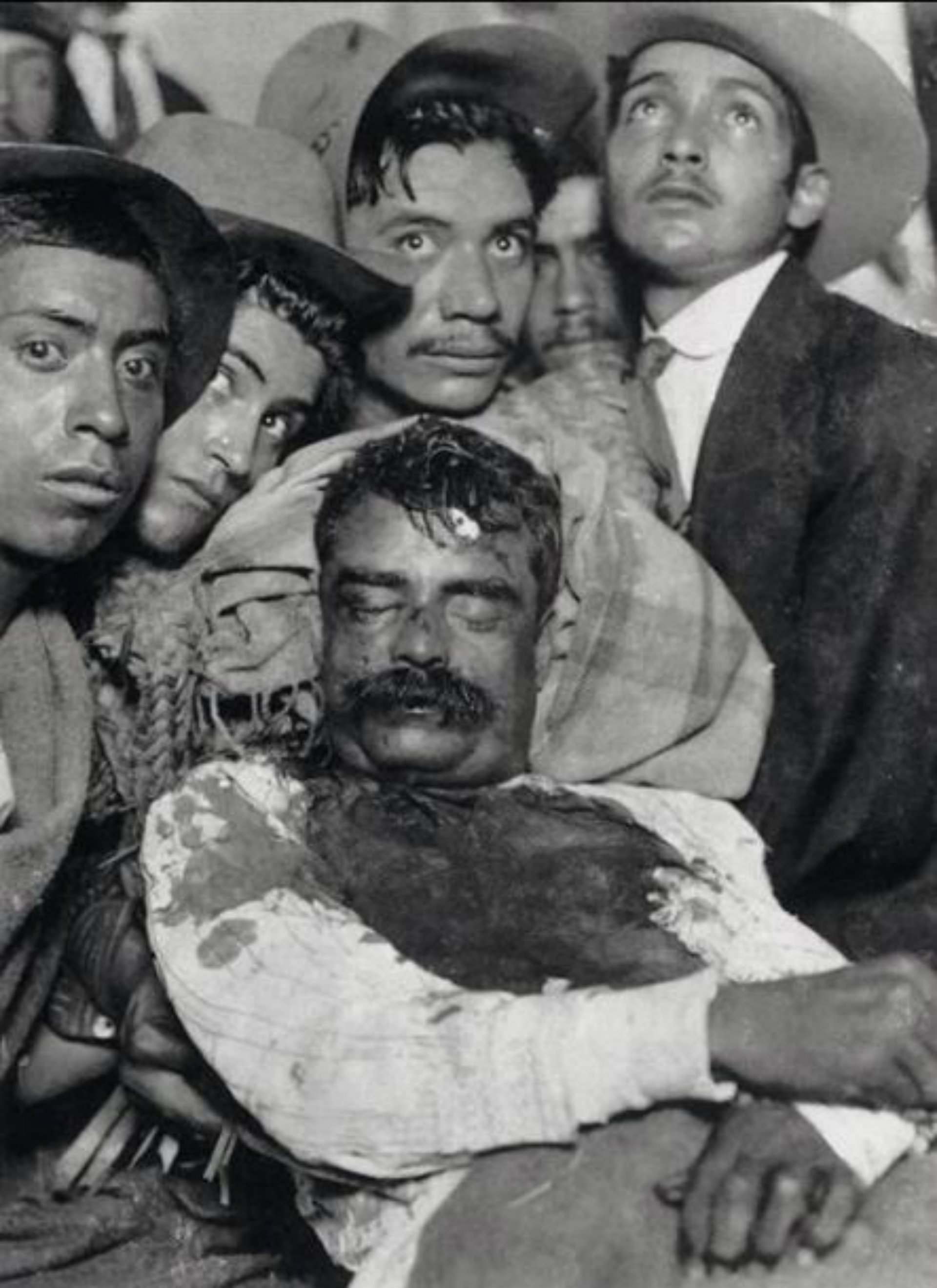
Emiliano Zapata holtteste közszemlére téve Cuautlában

A város a 19. században is folyamatosan fejlődött, 1881-ben nyílt meg a vasútállomás. Az 1910 végén kitört mexikói forradalom Cuautlába 1911 márciusában „érkezett meg”: Pablo Torres Burgos vezetésével tört ki maderista felkelés. Burgos korai halála után a helyiek Emiliano Zapatát választották meg vezérüknek, aki a korábban megígért, de a maderista forradalom győzelme után is elmaradt földosztást követelte. Zapata Cuautlában találkozott Francisco Ignacio Madero elnökkel is, aki megpróbált vele tárgyalni, de nem jutottak egyezségre, így Zapata novemberben kiadta a Maderóval ellenséges Ayala-tervet. A zapatisták évekig harcoltak Morelos államban, de 1919-ben Zapatát meggyilkolták. Holttestét egy régi stílusú parasztruhához hasonló öltözetbe bújtatták, és több napra közszemlére tették ki Cuautlában. Emberek, „zarándokok” sokasága érkezett megnézni a halott vezért, és bár sokan egyértelműen azonosították, hogy a test valóban az övé, mégis voltak, akik nem akarták elhinni a „legyőzhetetlen” Zapata halálát, így elterjedt a szóbeszéd, hogy akit holtan láttak, az valójában valaki más, aki csak hasonlít rá, ő maga pedig Arábiába menekült.

## Turizmus, látnivalók

### Műemlékek
A városban számos régi műemlék épület található. A Domonkos-rend már a 16. században felépítette kolostorát, amely évszázadokig az egyházé volt, később kultúrház és oktatási intézmény is volt, de a függetlenségi háború során az ostromkor Leonardo Bravo, a forradalom idején pedig a zapatisták is itt rendezték be főhadiszállásukat. Ugyancsak a dominikánusok, ugyancsak a 16. században építették fel azt a kápolnát, amely helyett 1640 körül egy nagyobb templomot, a San Diego-templomot és egy kis kolostort létesítettek. A város ostromakor Hermenegildo Galeana rendezkedett be itt. Szintén értékes egyházi műemlék a Szent Barbara- és az 1603-ban építeni kezdett Gualupita-kápolna.
Cuautla egyik közlekedéstörténeti érdekessége egy 1904-ben üzembe helyezett gőzmozdony, amely egészen 1973-ig szolgált, manapság pedig turistalátványosságként hasznosítják: rövid, körülbelül egy kilométeres utakat tehetnek meg vele a látogatók. A településtől délkeletre egy régi vízvezeték is látható. A községi palota épülete valamikor a 19. században épülhetett, emeletét 1865 körül építették. 1911 májusában a zapatisták felgyújtották, ekkor minden itt tárolt irat is megsemmisült. Egyik termében hatalmas falfestmény mutatja be a függetlenségi háború Cuautlában harcoló hőseit.

### Múzeumok
Abban a házban, ahol José María Morelos 1812-ben lakott az ostrom idején, ma múzeum működik. 1992-es felújításakor értékes régészeti leletekre, valamint a forradalom idejéből származó pénzérmékre és fegyverekre is bukkantak a házban. Ma főként történelmi és néprajzi kiállítások tekinthetők meg itt.
Morelosnak egy másik épületben külön múzeumot szenteltek: első termében egy nagy térképen ábrázolták Morelos öt hadjáratát, de láthatók itt Francisco Xavier Venegas alkirály által aláírt, a függetlenségi harcosokról szóló dokumentumok, a felkelők 1809-ben Veracruzban vert érméi, valamint a Guadalupei Szűzanya és Miguel Hidalgo y Costilla ábrázolásai is. Második termében az El Doliente de Hidalgo nevű zászló, különféle egyenruhák és fegyverek, valamint Morelos 1812-ben használt zászlója van kiállítva. A harmadik terem fő látványossága a Morelos által írt Sentimientos de la Nación egy példánya, de láthatók itt korabeli pénzek és fegyverek is, valamint Morelos első halotti maszkja, és az első festmény, amit kivégzéséről készítettek. A negyedik teremben Cuautla ostromának makettjei és a helyszínekről készített fényképek láthatók.